# Ryota Watanabe
Ryota Watanabe (født 11. marts 1991) er en japansk fodboldspiller, som spiller for den japanske fodboldklub Fujieda MYFC.